# Sharon Creech
Sharon Creech (South Euclid, 29 de julho de 1945) é uma escritora norte-americana de literatura infantojuvenil. Ela foi a primeira americana a ganhar a Medalha Carnegie para livros infantis britânicos e a primeira pessoa a ganhar a Medalha Newbery americana e a Medalha Carnegie britânica.

## Biografia
Sharon Creech nasceu em South Euclid, Ohio, um subúrbio de Cleveland, onde cresceu com seus pais (Ann e Arvel), uma irmã (Sandy) e três irmãos (Dennis, Doug e Tom). Ela costumava visitar seus primos em Quincy, Condado de Lewis, Kentucky, que apareceu em muitos de seus livros como o fictício Bybanks, Kentucky. Bybanks aparece em Walk Two Moons, Chasing Redbird e Bloomability, e há uma alusão a isso em The Wanderer.
Na faculdade nos EUA, ela ficou intrigada com a narração de histórias depois de fazer cursos de literatura e redação, e mais tarde tornou-se professora de inglês e redação em escolas secundárias na Inglaterra e na Suíça. Seu primeiro romance infantil, Absolutely Normal Chaos, foi publicado apenas no Reino Unido, pela Macmillan Children's Books em 1990. Chamado de "comédia sobre a vida adolescente contemporânea" pela Kirkus Reviews, apresentava o "diário completo e integral para aula de inglês" de uma menina de 13 anos.  Seu primeiro livro publicado nos EUA foi Walk Two Moons (1994), que ganhou a Medalha Americana Newbery em 1995. Mais tarde naquele ano, Absolutely Normal Chaos foi publicado pela primeira vez nos EUA pela HarperCollins — ambientado em sua cidade natal, Euclid, Ohio.
Creech retornou aos EUA em 1998, após 18 anos no exterior. Ela é casada com Lyle Rigg, diretor em Nova Jérsia, e tem dois filhos adultos, Rob e Karin.

## Carreira
Ela escreveu romances e livros ilustrados. Ela frequentemente incorpora tópicos sérios em suas histórias, incluindo temas como independência, confiança, infância, idade adulta e morte, muitas vezes usando o humor para suavizá-los.
Livros como Love That Dog e Heartbeat foram escritos em versos, enquanto outros livros como Ruby Holler e Walk Two Moons são em estilo narrativo.
Bloomability (1998) apresenta uma garota americana em um internato na Suíça. O cenário foi inspirado na The American School In Switzerland, onde Creech ensinava inglês.
Ela voltou ao exercício escolar fictício em Love That Dog (Harper Collins e Bloomsbury, 2001), o diário de versos em branco de "Jack, um aluno relutante, [que] resiste às tarefas de poesia de sua professora, Srta. Stretchberry". Foi elogiada pela segunda colocação na Medalha Carnegie.

## Prêmios
Em 1995, Walk Two Moons ganhou a Medalha Newbery da American Library Association, reconhecendo o melhor livro infantil do ano de um autor americano. No Reino Unido, ganhou o prêmio anual Children's Book Award para romances longos, votados por crianças, e o Reading Association Award. Em 1997, também ganhou o Prêmio Literaturhaus, na Áustria, e o Prêmio Young Adult Sequoyah, em Oklahoma, EUA.
Bloomability ganhou o prêmio IRA/CBC Children's Choices em 1999.
The Wanderer ganhou o Parents' Choice Award, EUA, em 2000, e foi segunda colocada da Medalha Newbery. Foi um dos oito livros na lista da Medalha Carnegie no Reino Unido.
Creech e Love That Dog foram elogiadas pela segunda colocação na Medalha Carnegie de 2001, contudo, ganhou a medalha de 2002 dos bibliotecários britânicos, reconhecendo Ruby Holler como o melhor livro infantojuvenil do ano publicado no Reino Unido.

## Obras publicadas
- 1990: The Recital (em inglês), romance para adultos, publicado como Sharon Rigg[12]
- 1991: Nickel Malley (em inglês), romance para adultos, publicado como Sharon Rigg[12]
- 1992: The Center of the Universe: Waiting for the Girl (em inglês)[12]
- 1990: Absolutely Normal Chaos (em inglês)
- 1994: Walk Two Moons (em inglês)
- 1996: Pleasing the Ghost (em inglês)
- 1997: Chasing Redbird (em inglês)
- 1998: Bloomability (em inglês)
- 2000: Fishing in the Air (em inglês)
- 2000: The Wanderer (em inglês)
- 2001: Love That Dog (em inglês)
- 2001: A Fine, Fine School (em inglês)
- 2002: Ruby Holler (em inglês)
- 2003: Granny Torrelli Makes Soup (em inglês)
- 2004: Heartbeat (em inglês)
- 2005: Replay (em inglês)
- 2006: Who's That Baby (em inglês)
- 2007: The Castle Corona (em inglês), ilustrado por David Diaz
- 2008: Hate That Cat (em inglês)
- 2009: The Unfinished Angel (em inglês)
- 2012: The Great Unexpected (em inglês)
- 2013: The Boy on the Porch (em inglês)
- 2016: Moo (em inglês)
- 2018: Saving Winslow (em inglês)
- 2020: One Time (em inglês)